# 李學一
李學一（1535年—1589年），字萬卿，號文軒，廣東惠州府歸善縣松柏嶺（今惠州市潼湖镇三和村）人，民籍，明朝政治人物。

## 生平
嘉靖三十七年（1558年）戊午科廣東鄉試第一名。隆慶二年（1568年）中式戊辰科進士。选庶吉士，父丧丁忧归里。六年（1572年）七月起为刑科给事中，萬曆元年（1573年）九月转工科右，起复吏科右，五年九月出为湖广左参议，八年正月升贵州提学副使，被湖广巡按朱琏论劾，九年十月调簡僻用，十四年正月考察不及降调四川左参议，十五年六月升广西副使，復除陕西副使，十八年七月官至陕西苑马寺卿兼按察司佥事。

## 纪念
旧惠州四牌楼之一是朝廷为其所建，上刻“解元进士”。

## 著作
有《文轩集》。

## 家族
曾祖父李伯端，贈徵仕郎南京神策衛經歷；祖父李信，布政司正理問；父李鵬舉，長史。母鄧氏。具庆下。